# Fernander Kassai
Fernander Kassai (* 1. Juli 1987 in Bimbo) ist ein zentralafrikanischer ehemaliger Fußballnationalspieler.

## Laufbahn

### Verein
Fernander Kassai begann seine Karriere in Frankreich beim Le Mans FC und war Stammkraft der zweiten Mannschaft. Bis 2013 wurde er zweimalig ausgeliehen. Danach schloss er sich Grenoble Foot an und war 2014 als Verteidiger bei Slawia Sofia aus Bulgarien unter Vertrag. Nach einer Leihe 2015 an den kasachischen Verein Irtysch Pawlodar wechselte Kassai im Folgejahr innerhalb der kasachischen Premjer-Liga zu Tobol Qostanai. Drei Spielzeiten blieb er dort und beschloss seine Karriere mit einem dreiminütigen Auftritt in der rumänischen Liga 1.

### Nationalmannschaft
Kassai debütierte 2010 in der zentralafrikanischen Nationalmannschaft.